# Cordillera (Panama)
Cordillera è un comune (corregimiento) della Repubblica di Panama situato nel distretto di Boquerón, provincia di Chiriquí. Si estende su una superficie di 49 km² e conta una popolazione di 590 abitanti (censimento 2010).  